# Fanuel (anjo)
Fanuel é o quarto arcanjo no Livro de Enoque depois de Miguel, Rafael e Gabriel. Ele é considerado o chefe dos Ofanins, mais conhecidos como Tronos, seu nome significa a face de Deus. Sua voz foi uma das quatro que foram ouvidas por Enoque louvando a Deus:
| “ | Este primeiro é o Arcanjo Miguel, o misericordioso e longânimo, e o segundo, que é definido sobre todas as doenças e todas as feridas dos filhos dos homens, é o Arcanjo Rafael, e o terceiro, que é definido sobre todos os poderes, é Arcanjo Gabriel: e o quarto, que fica sobre a esperança de arrependimento de quem herdar a vida eterna, é nomeado Fanuel. | ” |
|   | — I Enoque 40:9. |   |

Alguns associam Fanuel a Uriel, ou a Remiel mas o Livro de Enoque distingue claramente os três, durante o Armagedom Miguel, Rafael, Gabriel e Fanuel vão beber a Ira de Deus e então se fortalecerem, o arque-rival de Fanuel é Belial, o demônio das mentiras, porém no dia do Armagedom Fanuel abandonara essa rivalidade para cumprir a profecia de que será Cristo que irá destruir Belial com as palavras de sua boca, pensa-se que é Fanuel a voz angelical que diz em Apocalipse 11:15: " O mundo tornou-se o Reino de nosso Senhor e do Seu Cristo. Ele reinará para sempre e sempre. Amém ".